# جيمس إي. رامزي
جيمس إي. رامزي (بالإنجليزية: James E. Ramsey)‏ هو محامي وسياسي أمريكي، ولد في 11 نوفمبر 1931، وتوفي في 2 مايو 2013. حزبياً، نشط في الحزب الديمقراطي. وقد انتخب عضو مجلس نواب كارولينا الشمالية.